# Susanne Eberstein
Eva Susanne Eberstein, född Malmberg 1 mars 1948 i Härnösand, är en svensk jurist och politiker (socialdemokrat). Hon var ordinarie riksdagsledamot 1994–2018, invald för Västernorrlands läns valkrets. Eberstein var riksdagens förste vice talman från 2010 till 2014 och är ledamot av Domarnämnden sedan 2011. Under tidigare mandatperioder har hon haft uppdrag som ordförande i skatteutskottet 2004–2006, vice ordförande i justitieutskottet 2002–2004 och EU-nämnden 2006–2010, andra vice ordförande i socialutskottet 1998–2002, samt ledamot av finansutskottet 1994–1998 och Riksbanksfullmäktige 1998–2010. 2014 utsågs hon till Riksbanksfullmäktiges ordförande. Hon har varit kammarrättsråd vid Kammarrätten i Sundsvall.
Hennes dotter, Anna Eberstein, är gift med den brittiske skådespelaren Hugh Grant sedan 2018.
Eberstein uttalade sig 1999 kritiskt till samkönade pars rätt att adoptera. Hon sade i en intervju "Man kan inte chansa. Det är som att släppa ut ett nytt lösningsmedel och säga att det är ingen som vet om det här är livsfarligt."

## Utmärkelser
- H.M. Konungens medalj i guld av 12:e storleken i Serafimerordens band (2019) för betydande insatser inom svensk statsförvaltning.[7]